# Ooencyrtus californicus
Ooencyrtus californicus är en stekelart som beskrevs av Girault 1917. Ooencyrtus californicus ingår i släktet Ooencyrtus och familjen sköldlussteklar. Inga underarter finns listade i Catalogue of Life.